# Sparkasse Kremstal-Pyhrn
Die Sparkasse Kremstal-Pyhrn war eine oberösterreichische Sparkasse mit Sitz in Kirchdorf an der Krems. Laut Firmenbuch ist die Sparkasse Kremstal seit 13. Juli 2013 mit der Sparkasse Oberösterreich verschmolzen, welche alle Bankstellen und einen Großteil der Mitarbeiter übernommen hat. Die durch die Fusion notwendige Installation der neuen Bankleitzahl und Kontonummern wurde bis September 2013 abgeschlossen.

## Geschichte
Schon Ende Juni 1853 sollte ein Schreiben, das der damalige k.k. Bezirksvorsteher Franz Schützenberger an Bürgermeister Adolf Mayrhofer richtete, die Gründung einer Sparkasse anregen, doch die wirtschaftlichen Verhältnisse der Gemeinde ließen das nicht zu. 1864 wurde dieser Gedanke wieder aufgegriffen, Ende November fasste der erweiterte Gemeinderat einen prinzipiellen Beschluss zu einer Sparkassengründung, diese wurde in einer Versammlung der Bürger der Marktkommune Mitte April 1866 bestätigt. Ende April bzw. Mitte Mai 1867 genehmigte die Behörde sowohl die Übernahme der Haftung durch die Gemeinde als auch die Errichtung, Ende Juli kam auch die Genehmigung für die Statuten. Mitte September konstituierte sich der Sparkassenausschuss, aber erst seit Anfang Mai 1868 konnte die Sparkasse ihren Geschäften nachgehen.
Im Jahre 1980 schlossen sich die Sparkassen in Kirchdorf an der Krems, Windischgarsten und Kremsmünster zusammen und benannten sich 1985 in Sparkasse Kremstal-Pyhrn um. 1991 erfolgte die Einbringung des Geschäftsbetriebes in eine Aktiengesellschaft, wobei 24,05 % der Aktien der GiroCredit (ab 1997 Erste Bank) und 5,95 % der Allgemeinen Sparkasse in Linz verkauft wurden. 70 % der Aktien hielt die Anteilsverwaltungssparkasse, die 2001 in eine Privatstiftung umgewandelt wurde.
Vorstandsdirektor Hauer hat Medienberichte über eine mögliche Fusion der Sparkasse Kremstal-Pyhrn mit der Allgemeinen Sparkasse Oberösterreich im Jänner 2013 erstmals bestätigt. Am 6. Februar 2013 wurde der Zusammenschluss von Sparkasse OÖ und Sparkasse Kremstal-Pyhrn offiziell bei der Bundeswettbewerbsbehörde angemeldet.

## Bauliche Entwicklung der Hauptanstalt
Bis 1880 hatte die Sparkasse im Haus Kirchdorf 144 geöffnet. Die ersten sechs Jahre lang war die Benutzung unentgeltlich. Weil zu diesem Zeitpunkt die Räumlichkeiten längst zu klein geworden waren, wurde mit der Gemeinde ein Mietvertrag für ein neues Lokal im neu errichteten Rathaus ausverhandelt. Der 1895 eingeführte Tagesverkehr brachte einen großen Anstieg der Geschäfte, 1916 musste deswegen umgebaut und erweitert werden.
1925 sollte ein Neubau errichtet werden, die Sparkasse kaufte aber stattdessen das Haus Kirchdorf 116. Ein Neubau konnte erst 1953 in Angriff genommen werden, noch im selben Jahr, am 18. November 1953 wurde das neue Sparkassengebäude feierlich eingeweiht und eröffnet. Die Umbau- und Einrichtungskosten beliefen sich auf insgesamt rund 650.000 Schillinge. Das Haus war in den Jahren 1886/1887 von der Sparkasse als „Kleinkinder-Bewahranstalt“ erbaut worden, wurde 1939 von der NSDAP beschlagnahmt und diente nach Ende des Zweiten Weltkrieges bis Anfang Oktober 1951 der amerikanischen Besatzungsmacht als Bürogebäude.

## Gemeinnützigkeit
Aufgrund §22 Sparkassengesetz spendete die Sparkasse Kremstal-Pyhrn seit ihrer Gründung jährlich beträchtliche Summen für den Zweck der Allgemeinheit an die Stadtgemeinden Kirchdorf und Bad Hall sowie an die Marktgemeinden Kremsmünster und Windischgarsten. Ohne diese Unterstützung wäre es den Gemeinden oft nicht möglich gewesen, bedeutende Vorhaben zu verwirklichen.